# David Díaz
David Díaz (ur. 7 czerwca 1976 w Chicago) – amerykański bokser, były zawodowy mistrz świata organizacji WBC w kategorii lekkiej (do 135 funtów).

## Kariera amatorska
Wystąpił na Igrzyskach Olimpijskich w Atlancie. Przegrał tam w drugiej walce z późniejszym srebrnym medalistą, Oktayem Urkalem. Jego bilans walk amatorskich to 175 zwycięstw i 16 porażek.

## Kariera zawodowa
Zawodową karierę rozpoczął w listopadzie 1996 roku. Do końca 2004 roku stoczył 26 zwycięskich pojedynków. Wygrał m.in. z byłym mistrzem świata WBO w kategorii junior półśredniej, Enerem Julio. 4 lutego 2005 roku doznał pierwszej porażki z Kendalem Holtem (TKO w 8 rundzie).
W 2005 roku Díaz stoczył jeszcze cztery pojedynki. Trzy z nich wygrał (m.in. z byłym mistrzem świata IBF w kategorii junior koguciej, 42-letnim Juanem Polo Perezem), natomiast w grudniu zremisował z brązowym medalistą olimpijskim z Barcelony, Ramazem Palianim.
12 sierpnia 2006 roku, po stoczeniu dwóch kolejnych zwycięskich pojedynków, zmierzył się z Jose Armando Santa Cruzem w walce o tytuł tymczasowego mistrza świata WBC. Díaz wygrał walkę przez techniczny nokaut w dziesiątej rundzie. Później WBC odebrała tytuł pełnoprawnego mistrza świata Joelowi Casamayorowi i przyznała go Díazowi.
4 sierpnia 2007 roku, w pierwszej obronie swojego pasa mistrzowskiego, pokonał na punkty Erika Moralesa, mimo że już w pierwszej rundzie leżał na deskach.
W 2008 roku najpierw w walce przygotowawczej pokonał Ramona Montano, a 28 czerwca przegrał z Mannym Pacquiao przez techniczny nokaut w dziewiątej rundzie i stracił tytuł mistrza świata WBC. Na ring powrócił 26 września 2009 roku, pokonując na punkty decyzją większości Jesúsa Cháveza. Jednak już w następnym pojedynku, którego stawką był wakujący tytuł mistrza świata WBC, przegrał na punkty z Humberto Soto. Díaz w pierwszej i dwunastej rundzie leżał na deskach.